# Combinação (xadrez)
Combinação, no enxadrismo, é uma sequência tática de lances forçados em uma partida de xadrez. As jogadas executadas de forma ativa, com intuito de obter vantagem posicional ou material, forçando o adversário a uma posição de desvantagem na partida.
No xadrez pode-se observar diversas combinações, cada qual com seu objetivo, utilizada de forma livre pelo enxadrista de forma que desenvolva melhor sua tática.
Dentre algumas combinações, cita-se: peças cravadas, peças sobrecarregadas, ataque duplo e xeque descoberto, "zugzwang", entre outras.

## Peças cravadas
São peças nas quais a sua movimentação permitiria ao inimigo atacar outra peça, de maior valor ou o próprio rei. Nesses casos separamos essa combinação em dois tópicos:

### Cravada absoluta
Quando a movimentação da peça permite o ataque inimigo ao rei, portando a peça não pode se deslocar, pois deixaria o próprio rei em xeque.

### Cravada relativa
Quando a movimentação da peça permite o ataque inimigo a uma peça de maior valor.

## Peças sobrecarregadas
São estas as peças que se encontram defendendo, simultaneamente, duas ou mais peças.

## Duplos e Xeques descobertos
O "duplo" descreve-se como o ataque simultâneo de uma peça a duas ou mais.
O "xeque descoberto" é o ataque duplo executado pelo rei.

### "'Exemplos de duplos"'
Garfo : Quando o peão ameaça duas peças à sua diagonal.
Xeque duplo : Consiste no ataque de quaisquer peças ao rei e a outras, simultaneamente.

## "Zugzwang"
Comumente descrito apenas como "zug", consiste na obrigação da execução de um movimento, ou seja, quando este movimento é crucial.